# Centrum voor Transculturele Psychiatrie Veldzicht
Centrum voor Transculturele Psychiatrie (CTP) Veldzicht is een rijkskliniek in het Overijsselse Balkbrug (onderdeel van de Dienst Justitiële Inrichtingen van het ministerie van Justitie en Veiligheid) die zich richt op het bieden van psychiatrische zorg en forensisch psychiatrische zorg aan patiënten met veelal een niet-Nederlandse achtergrond. Er verblijven patiënten met zeer uiteenlopende juridische statussen en zorgtitels, onder anderen asielzoekers, ongedocumenteerden, vreemdelingen met tbs, vreemdelingen in strafrecht en bestuursrechtelijke vreemdelingen. Tevens is er een afdeling waar patiënten voor wie geen passende plek (meer) is in de reguliere geestelijke gezondheidszorg (zogenoemde intensievezorgpatiënten), tijdelijk kunnen worden behandeld. In de kliniek kunnen in totaal zo'n 170 patiënten worden opgenomen. In veel gevallen keren patiënten na hun behandeling terug naar de instelling waar ze vandaan kwamen. Instellingen waar Veldzicht mee samenwerkt zijn onder meer het Centraal Orgaan opvang Asielzoekers, reguliere ggz-instellingen en forensische psychiatrische centra.

## Geschiedenis
De oorsprong van Veldzicht is te vinden in de te 1818 opgerichte Maatschappij van Weldadigheid. In 1819 werden de terreinen van de Ommerschans (aan de weg van Balkbrug naar Ommen) in beheer gegeven bij de Maatschappij, welke daar de Strafkolonie Ommerschans oprichtte. In de kolonie werden bedelaars en landlopers uit het hele land geplaatst, maar ook kolonisten uit andere koloniën van de Maatschappij die zich schuldig hadden gemaakt aan bijvoorbeeld diefstal, drankmisbruik of ontucht. De in 1845 gebouwde kerk bestaat nog en is het duidelijkste restant van de kolonie. Het "bedelaarsgesticht" werd in 1890 opgeheven.

### Jeugdinrichting

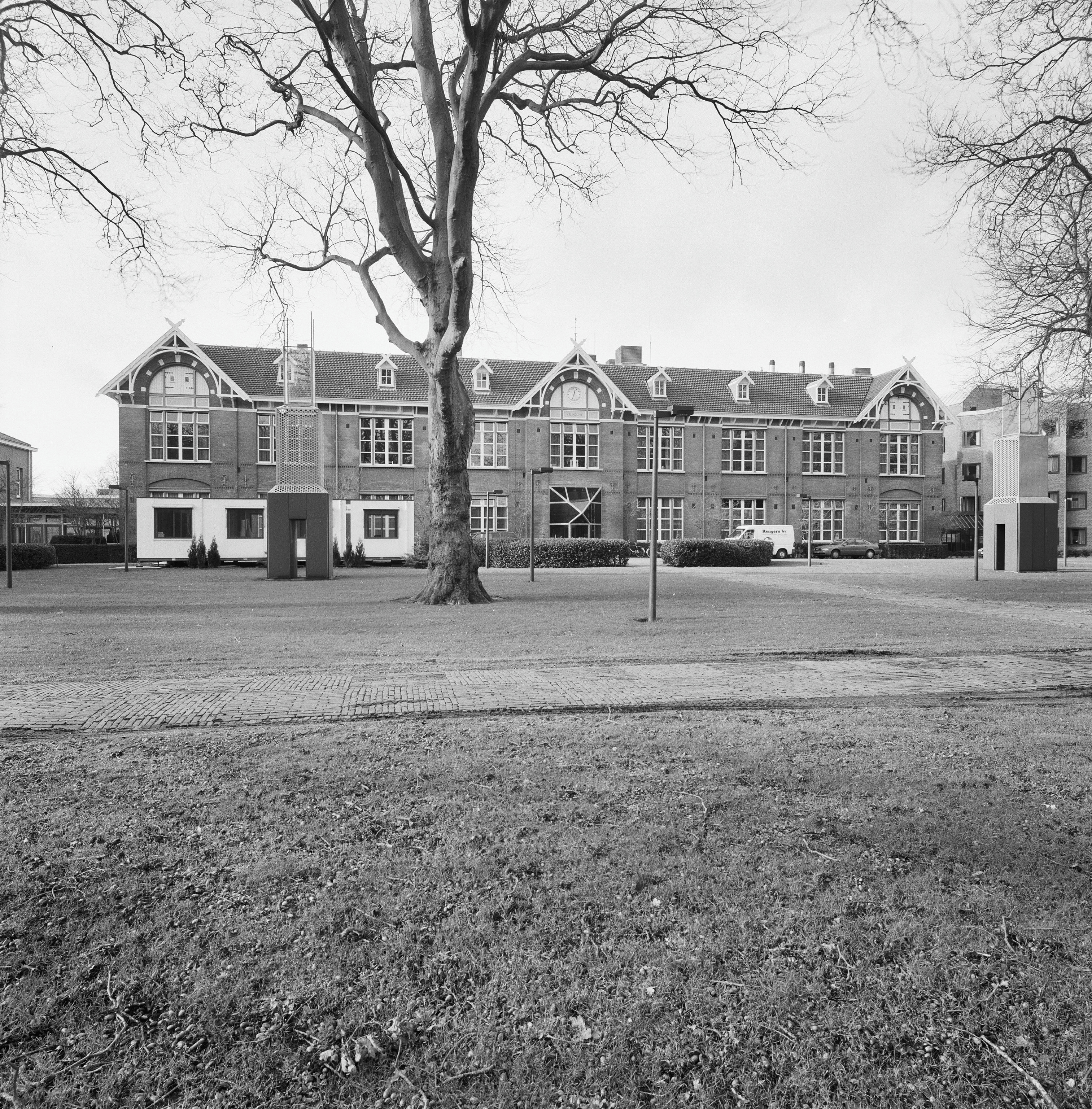
Veldzicht

In 1894 opende het rijksopvoedingsgesticht voor jeugdigen Veldzicht. Dit was gesitueerd in een nieuw gebouw iets meer richting het dorp Balkbrug. De gevel van dit gebouw is nog steeds zichtbaar aan de voorkant van het huidige complex. In 1930 werd dit rijksopvoedingsgesticht gesloten.

### Rijksasyl
In 1933 werd Veldzicht weer in gebruik genomen als Rijksasyl voor Psychopaten, een kliniek voor terbeschikkinggestelden. Dit omdat het Rijksasyl in het voormalige Pesthuis te Leiden te kampen had met ruimtegebrek. De landerijen ten zuiden van het instituut, inclusief de Ommerschans werden lange tijd gebruikt om verplicht op te werken door de bewoners van de verschillende inrichtingen. Werken was een deel van de heropvoeding. Rond 1980 raakte dit buiten gebruik en werden patiënten niet meer verplicht te werken.

### Voorgenomen sluiting
In het voorjaar van 2013 maakte het ministerie van Justitie en Veiligheid bekend dat het in het kader van bezuinigingen vele justitiële instellingen, waaronder Veldzicht, zou gaan sluiten. De reden daarvoor was onder andere dat er minder capaciteit nodig was voor forensische psychiatrische centra. Een oude term voor forensische psychiatrisch centrum is tbs-kliniek. Tegen de sluiting kwam veel protest, zowel van medewerkers en dorpsbewoners als van de lokale politiek en de ChristenUnie. Met name Arie Slob speelde daar een belangrijke rol in. Eind 2013 werd bepaald dat Veldzicht open bleef en zich zou richten op de zorg voor onder anderen asielzoekers met psychiatrische problematiek om daarmee te voldoen aan een maatschappelijke behoefte.

## Huidige situatie
Sinds 1 januari 2015 verhuurt Veldzicht ook een paviljoen met 22 bedden aan Stichting Transfore. Zij hebben op het terrein van Veldzicht een forensisch psychiatrische kliniek.